# Danny D
Matt Hughes (Maidstone, 11 de agosto de 1987) más conocido como Danny D, es un actor pornográfico inglés. 
Después de un corto período de tiempo como trabajador de la construcción, además de un breve trabajo en Boonty (fue cocreador de Boonty Box junto a Thomas Boonty), Hughes inició una carrera en la industria pornográfica en 2006. Trabajó para importantes estudios como Eurocreme, Brazzers, Harmony Films, Boonty, Hush Hush Entertainment (como la estrella "Whitezilla", a partir del 2010), Televisión X y Playboy TV.

## Premios y nominaciones
- 2010 Premios AVN nominado – Mejor Escena de Sexo de Grupo (Satan's Whore - Harmony Films) con Bobbi Starr, Olivier Sánchez & George Uhl[4]
- 2012 Premio AVN nominado - Artista Masculino extranjero del Año[5]
- 2012 SHAFTA ganador de Masculino - Artista del Año[6]
- 2013 SHAFTA ganador de Masculino - Artista del Año[7]
- 2013 Premio AVN doble nominación - Mejor Escena de Sexo en un país Extranjero (Brooklyn Lee: Ninfómana - Harmony Films) con Brooklyn Lee Y LouLou y (Prostitutas Jóvenes: Highland Fling - Harmony Films) con Franki, George Uhl & Iain Tate[8]
- 2013 Premio AVN nominado - Artista Masculino Extranjero del Año[8]
- 2014 XBIZ Award ganador de Artista Masculino Extranjero del Año[2][9]
- 2014 premios AVN nominado - Artista Masculino Extranjero del Año[10]